# Barthold Georg Niebuhr
Barthold Georg Niebuhr (27. srpna 1776 Kodaň – 2. ledna 1831 Bonn) byl německý historik antického Říma, politik a diplomat, profesor Berlínské univerzity a člen Pruské akademie věd. Je považován za jednoho z otců moderní historiografie a vůdčího dějepisce své doby. Jeho hlavním historickým dílem jsou Římské dějiny (Römische Geschichte, 1812). V letech 1816 až 1816 sloužil jako pruský velvyslanec v Římě.

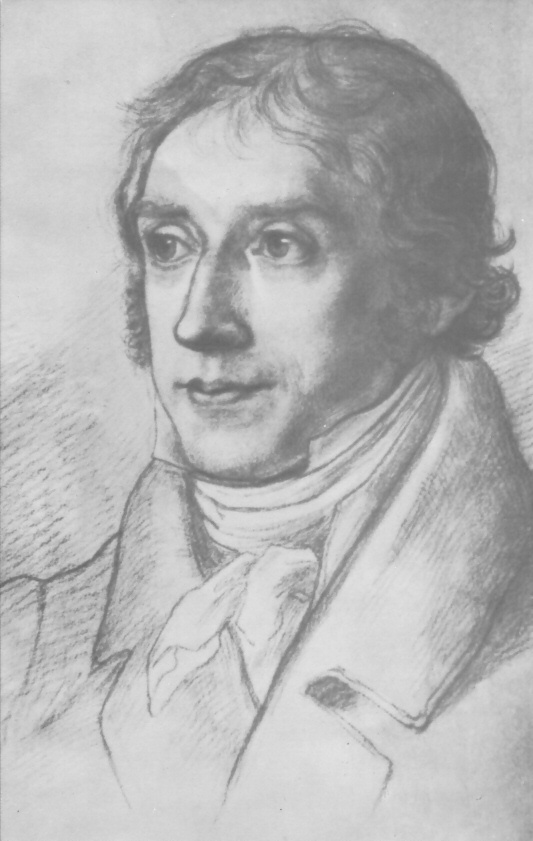
Barthold Georg Niebuhr